# 2002년 대한민국의 영화 목록
다음은 2002년에 개봉됐던 대한민국의 영화 목록이다.

## 목록
- 2009 로스트메모리즈
- 2424
- YMCA야구단
- 가문의 영광
- 가화만사성/냉장고
- 건달본색
- 결혼은, 미친짓이다
- 공공의 적
- 광복절 특사
- 구타유발자
- 굳세어라 금순아
- 그 남자가 나를 안았다
- 긴급조치 19호
- 나는 날아가고… 너는 마법에 걸려있으니까
- 나쁜 남자
- 낙타(들)
- 남자 태어나다
- 내 사랑 십자 드라이버
- 너에게 나를 보낸다 2
- 네발가락
- 단팥죽
- 달이 지고 비가 옵니다
- 달이지고 비가 옵니다
- 도둑맞곤 못살아
- 동첩
- 둘 하나 섹스
- 뒤통수 조심해라
- 뚫어야 산다
- 라이터를 켜라
- 레슨
- 로드무비
- 마고
- 마리이야기
- 마법의 성
- 모든 천사는 수위를 꿈꾼다
- 목요일 3교시
- 몽정기
- 몽중인
- 묻지마 패밀리
- 미션바라바
- 미워도 다시 한번 2002
- 밀애
- 바람이 분다
- 버스, 정류장
- 보스 상륙 작전
- 복수는 나의 것
- 복수의 엘레지
- 뽀삐
- 사이코드라마
- 사자성어
- 사춘기
- 새 집이라고 했는데 이 얼룩은 뭐죠
- 새는 폐곡선을 그린다
- 색즉시공
- 생활의 발견
- 서프라이즈
- 선샤인
- 성냥팔이 소녀의 재림
- 스물넷
- 시험은 끝났다
- 싸울아비
- 쓰리
- 아 유 레디?
- 아이언 팜
- 아프리카
- 안다고 말하지마라
- 알 수 있다
- 어디갔다 왔니?
- 에이치
- 엔조이
- 연애소설
- 예스터데이
- 오버 더 레인보우
- 오아시스
- 오원 장승업 취화선
- 우렁각시
- 울랄라씨스터즈
- 유아독존
- 으랏차차
- 음하하
- 이성강 감독 단편 모음집
- 이소룡을 찾아랏!
- 일단뛰어
- 일장춘몽
- 자반고등어
- 자반고등어
- 잠들다
- 재밌는 영화
- 저푸른 초원
- 정글쥬스
- 좋은사람있으면 소개시켜줘
- 죽어도 좋아
- 중독
- 집으로...
- 집행/영영/초겨울 점심
- 짜라파파
- 챔피언
- 철없는 아내와 파란만장한 남편 그리고 태권소녀
- 취화선
- 케이티
- 턴잇업
- 특집! 노래자랑
- 패밀리
- 폰
- 품행제로
- 피도 눈물도 없이
- 피아노 치는 대통령
- 필름메이커
- 필통낙하시험
- 하얀방
- 해부학시간
- 해안선
- 해적 디스코왕 되다
- 해피데이
- 호모파베르
- 화장실, 어디에요?
- 후로거츠
- 후아유
- 휘파람공주
- 히치콕의 어떤하루

## 참고 자료
- KOFIC 영화데이터베이스